# São João de Rei
São João de Rei ist eine Gemeinde im Norden Portugals.
São João de Rei gehört zum Kreis Póvoa de Lanhoso im Distrikt Braga, besitzt eine Fläche von 5,5 km² und hat 365 Einwohner (Stand 19. April 2021).